# Dinarmus basalis
Dinarmus basalis is een vliesvleugelig insect uit de familie Pteromalidae. De wetenschappelijke naam is voor het eerst geldig gepubliceerd in 1877 door Rondani.